# Station-service Champlain Oil
La station-service Champlain Oil est une ancienne station-service située au 975, rue Notre-Dame à Champlain au Québec (Canada). Elle a été construite en 1935 par la Compagnie Champlain Oil Products Limited. Il s'agit de la dernière station-service encore existante de cette compagnie au Québec. Elle a été citée comme immeuble patrimonial en 2010 par la municipalité de Champlain.

## Histoire
La compagnie Champlain Oil Products Limited naît de la fusion de plusieurs petites compagnies en 1932 sous la gouverne de Charles-Émile Trudeau, père de Pierre Elliott Trudeau. En plus de cette compagnie pétrolière, il est propriétaire du Parc Belmont et des Royaux de Montréal. Cette dernière est vendue à la pétrolière Impériale [Quand ?] et Charles-Émile Trudeau est nommé directeur général.
C'est le 26 janvier 1935 que Thomas Hébert vend une partie de son terrain pour 800 $ à la compagnie Champlain Oil Products Limited. La station-service est construite la même année. Le garage est exploité par la compagnie jusqu'en 1969 où il est vendu à Richard Lafrance pour 4 000 $. Le garage est revendu à René Chorel en 1981 au coût de 50 000 $.
En 1987, un trouble électrique provoque un incendie à l'intérieur. La station-service est vendue à Gaston Dumas en 1988 pour 18 500 $. Ce dernier rénove l'intérieur et l'exploite jusqu'en 2006 sous le nom de « Garage chez Gast ». Entre 2006 et 2008, Yannick Sauvé et Isabelle Gélinas y exploite un comptoir de produits cuisinés « Les gourmandises de Champlain ». Le commerce fait faillite en 2009.
Le 12 juillet 2010, la station-service est citée comme immeuble patrimonial par la municipalité de Champlain.